# 1907 en hockey sur glace
Cette page présente les évènements de l'année 1907 au hockey sur glace.

## Amérique du Nord

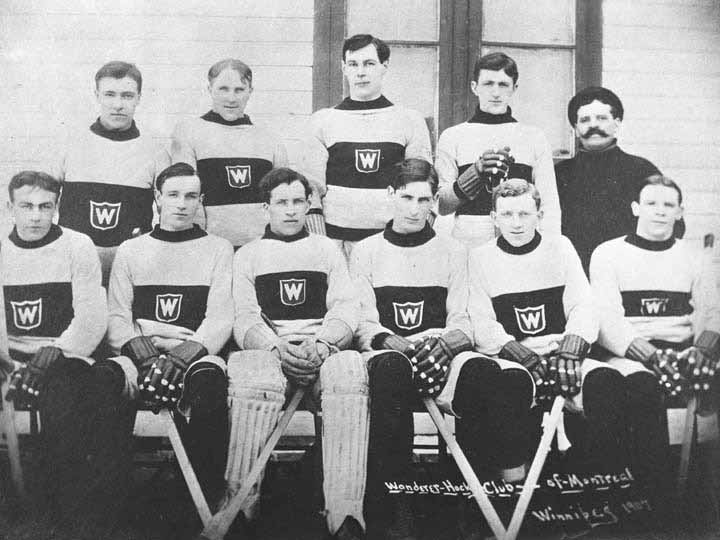
Les Wanderers de Montréal avant leur challenge pour la Coupe Stanley en 1907 contre les Thistles de Kenora. Stuart est debout, au dernier rang,troisième à partir de la gauche.

La Coupe Stanley est remportée en janvier par les Thistles de Kenora contre les Wanderers de Montréal au terme d'une série jouée sur deux matchs : les 17 et 21 janvier. Art Ross évolue au sein de l'équipe de Kenora. Les Wanderers, champions invaincus de la saison 1907 de l'Eastern Canada Amateur Hockey Association, prennent leur revanche deux mois plus tard, les 23 et 25 mars.

## Europe

### France
- 26 janvier : le Sporting Club de Lyon remporte la première édition du championnat de France. Victoire en finale 8 à 2 face aux Patineurs de Paris[3].

## Autres évènements

### Naissance
- 6 janvier : Carl Voss (mort le 13 septembre 1994)
- 9 février : Dit Clapper (mort le 21 janvier 1978)
- 11 mars : Earl Robinson (mort le 8 septembre 1986)
- 9 avril : Ebbie Goodfellow (mort le 10 septembre 1985)
- 7 mai : Tom Cook (mort le 2 octobre 1961)
- 10 mai : Allan Shields (mort le 24 septembre 1975)
- 24 juillet : Pavel Korotkov (mort en 1985)
- 16 août : Irv Frew (2 avril 1995)
- 6 novembre : Walter Buswell (mort le 16 octobre 1991)
- 15 novembre : Alex Cook (mort le 13 novembre 1993)

### Décès
- 23 juin : William « Hod » Stuart meurt noyé trois mois après la victoire de son équipe, les Wanderers de Montréal, en finale de la Coupe Stanley. C'est en son honneur qu'en janvier 1908 le premier Match des étoiles est organisé[4].